# 리놀륨 나이프

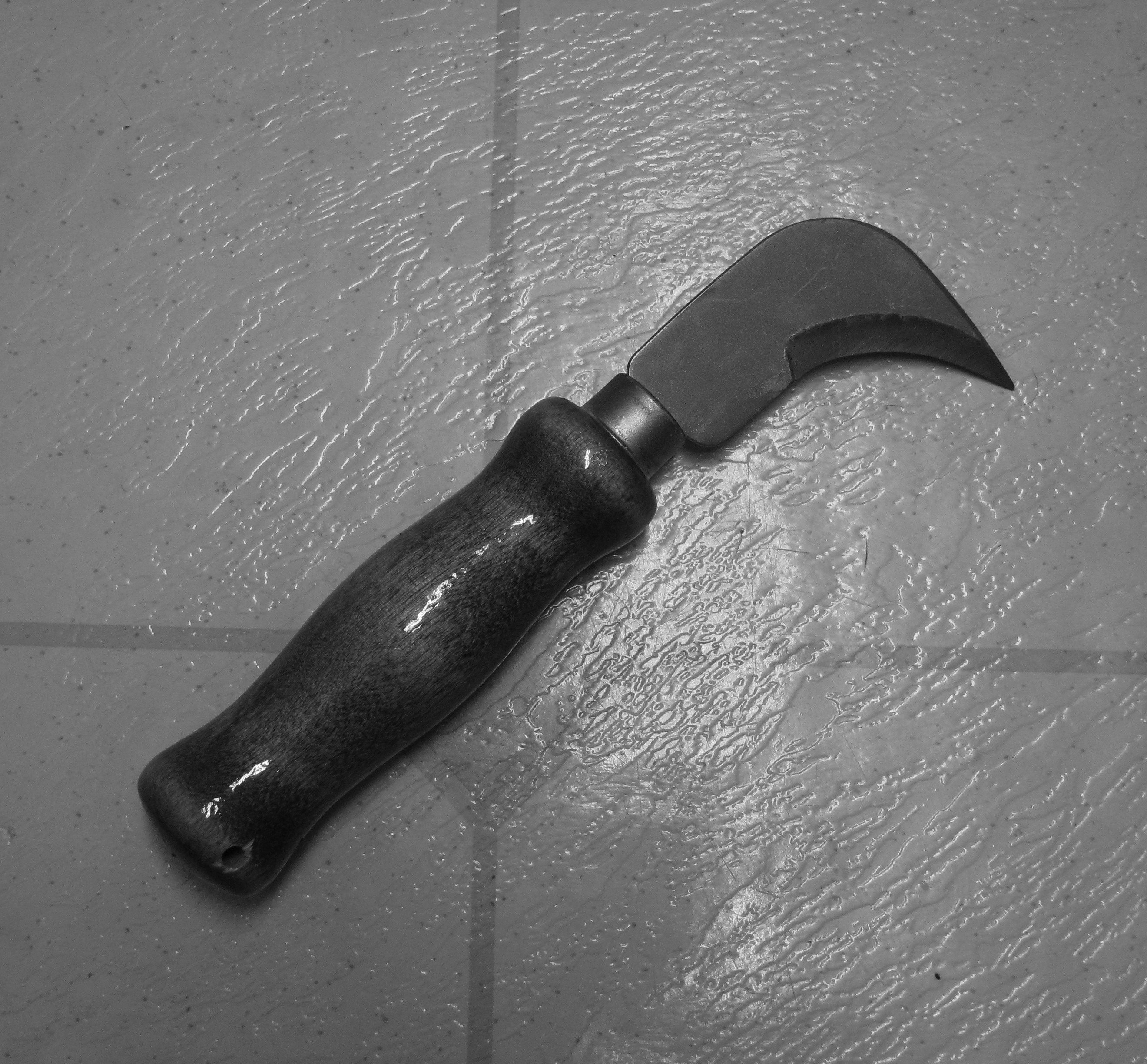
나무 손잡이가 달린 리놀륨 나이프.

리놀륨 나이프(linoleum knife) 또는 바나나 나이프(banana knife) 은 짧고 빳빳한 굽은 날을 가진 작은 나이프로, 리놀륨이나 판자, 베니어 운모. 등의 바닥재를 자를 때 쓴다. 이 나이프는 낫과 비슷하게 생겼는데, 바닥재를 누르는 힘으로 자르기 위함이다. 그렇게 함으로써 물건을 자르면서 동시에 눌러줘야 하는 수고를 줄일 수 있다.